# 佩妮萊·杜邦
佩妮萊·杜邦（Pernille Dupont，1967年10月6日—），是一位來自丹麥的退役女子羽球運動員。
她在1991年IBF世界錦標賽中與托馬斯·倫德一起獲得了混合雙打銀牌。1992年夏季奧運會中，與格蕾特·摩根森一起參加羽球女子雙打比賽。

## 外部連結
- 佩妮萊·杜邦在BWFBadminton.com（英语）
- 佩妮萊·杜邦在BWF.TournamentSoftware.com（英语）
- 佩妮萊·杜邦在Olympics.com（英语）
- 佩妮萊·杜邦在Olympedia（英语）